# コンテンポラリー・ダンス
コンテンポラリー・ダンス（英: contemporary dance）とは、文字通りには「今この時代の/当代の/現代の舞踊」という意味であるが、実際の語としては、フランス語の "danse contemporaine（ダンス・コンタンポレーヌ）" の意訳語である。また、日本語名としては、英語名の音写語「コンテンポラリー・ダンス」のほかに漢訳語「現代舞踊」も通用している。1960年代以降のアバンギャルド（前衛的）なダンスに起源を求める説が有力だが、係る名称で呼ばれている舞踊芸術様式の発祥地がフランスであるともされており、フランス起源とする説もある。

## 概要

sketch showing lineage of 20th century concert dance © Ohka-
Note: this sketch is provided for illustrative purposes only

コンテンポラリー・ダンスにはアフリカン・ダンスや日本の舞踏などの、非西洋の要素が含まれる場合がある。行われているダンスのうち”非古典的かつ前衛的で、時代の先端を体現している”ダンス作品およびダンステクニックを指す概念である。
イサドラ・ダンカン、マーサ・グラハムのモダンダンスや、マース・カニンガムらがつくりあげた「ポスト・モダンダンス」以降のダンスをさしていたが、ドイツの表現主義ダンスタンツテアター(de)やコンタクト・インプロビゼーション、暗黒舞踏、ストリートダンス、ヌーボーシルク(en)（現代サーカス）、各国のエスニック・ダンス、映像をつかった実験的パフォーマンスなど、考えうる限りのあらゆるパフォーマンスが取り込まれる状態が進行している。

過去にバレエやモダンダンス、ポスト・モダンダンスなどの舞踊芸術を経験してきたダンサーのうち、クラシック・ダンスの伝統を解体し、創造的なダンスを目指しているダンサーやダンス・カンパニーに、コンテンポラリー・ダンスを標榜する傾向が見られる。ダンスの定義そのものを問いかける作品が増加する傾向もある。著名なダンサーには、ピナ・バウシュや、勅使河原三郎らがいる。

## 詳細
1970年代後半、フランスでは国策として文化の地方化（デサントラリザシオン）(fr)が図られ、大きな文化予算が組まれるようになった。その一環として舞踊部門にも積極的に資金が投下されるようになり、皮切りとして1978年にアンジェの国立フランス現代バレエ団 (CNDC) が設置された。これは文化省のイゴール・エイスナーというダンス担当役人の働きによるもので、エイスナーは各地に地方振付センターを作って上からダンスのネットワーク形成を図った。首都パリのオペラ座にも現代舞踊部門が設置され、その指導者としてフィンランド系アメリカ人ダンサー、カロリン・カールソンが招聘された。このカールソンがコンテンポラリー・ダンスの母だとされている。
折りしもフランスにアメリカのモダンダンスやポスト・モダンダンスが紹介された時期と重なっていたこともあり、カールソンの新しい振り付けは斬新なものとして受け入れられた。ほどなくしてフランス発の前衛舞踊が振付けられるようになったが、当初は「コンテンポラリー・ダンス」ではなく「ヌーヴェル・ダンス」とよばれた。ヌーヴェル・ダンスは反バレエ、あるいは脱バレエ的な試みであった。その形成にはマース・カニンガムやピナ・バウシュ、フランスで「グループMA」をつくって活動した矢野英征（1943年 - 1988年）らの影響があると考えられている。
1990年代に入ると、新しい表現方法の追求にこだわる振付家が増え、映像、音響、照明、美術、ITを大規模かつ複合的に導入する事例がみられるようになった。同時にストリートダンスや日本の舞踏、ヌーボーシルク、タンツ・テアター的手法が取り入れられるに至り、名称もコンテンポラリー・ダンスへと変化した。CINRA Netは音楽とダンスを融合したイベントを開催したりしており、ダンサー康本雅子が出演したイベントもあった。

## 世界の地域別ダンス

### ヨーロッパ
21世紀のヨーロッパのコンテンポラリーダンスは2つの現象が見られ、第一には見る人に想像力をはたらかせる現象、もう一つは歴史と記憶を呼び起こさせる現象で、これらの二つにその傾向を大別することが可能である。　特にフランス、オランダ、イギリス、ギリシャ、ポルトガル、オーストリア、ドイツ、ベルギーなどにおいては、作品群が盛んに上演されている。

### 南アメリカ
ブラジルはCダンスがさかんであり、ブラジルのカンパニーが日本公演をおこなった。ヨーロッパの、モノトーンでスリムなダンサーが踊るといったイメージとは異なり、カラフルで肉感的なダンサーも多い。

### 中近東
イスラエルがダンスの中心地であるバットシェバ、インバル・ピント&アブシャロム・ポラック・ダンスカンパニーの両カンパニーがその優れた身体能力を駆使した振り付けによって、国際的にも高い評価を受けている。
宗教的事情から、中東のコンテンポラリーダンスは決して盛んとはいえない。例えばイランではダンスそのものが非合法で、アーティストはこれをあくまでも演劇として呼称することで、存在を確保しようとしている。

### 日本
1990年代,「現代舞踊」「舞踏（butoh）」出身でありながら 枠におさまらない独自の活動をするダンサーの活動が活発になり、その総称として「日本のコンテンポラリーダンス」の語が使われ始めた。特に、JCDN（NPO法人 Japan Contemporary Dance Network 代表：佐東 範一）が、本来のContemporary Dance（≒Nouvelle Danse）とは関係が薄いが、この名称を使うことで、日本でもコンテンポラリーダンスという名称が普及した。

## 著名な人物・集団
ダンサー、振付家、カンパニーなど、個人や集団のうち特筆性の高い者の一覧。

### ダンサー
| - アンジュラン・プレルジョカージュ（バレエ・プレルジョカージュ） - アンヌ・テレサ・ドゥ・ケースマイケル（ローザス） - イリ・キリアン（ネザーランド・ダンス・シアター） - ウィリアム・フォーサイス（フランクフルト・バレエ、フォーサイス・カンパニー） - エマニュエル・ユエン - スーエン（スエン舞踏カンパニー） - ジョン・ノイマイヤー（ハンブルク・バレエ） - ピナ・バウシュ（ヴッパタール舞踊団） - ダニエル・ラリュー - マギー・マラン（カンパニー・マギー・マラン） - ドミニク・バグエ - ナチョ・ドゥアト（スペイン国立ダンスカンパニー） - マイケル・クラーク - フィリップ・ドゥクフレ - オハッド・ナハリン（バットシェバ舞踊団） - ジョセフ・ナジ - エルヴェ・ロブ - エドゥアール・ロック（ラララ・ヒューマン・ステップス） - サシャ・ヴァルツ - マース・カニンガム（マース・カニンガム舞踊団） - マリー・シュイナール（カンパニー・マリー・シュイナール） - ユーリ・ン - メグ・スチュワート - マチルダ・モニエ - ヴェラ・モンテロ - マイケル・シューマッハ | - 別所るみ子 - 白井沙 - 鈴木アイリ - 佐東利穂子 - 矢内原美邦 Nibroll（カンパニー） - 白河直子（H・アール・カオス） - 伊藤直子（マドモアゼル・シネマ） - 康本雅子 - 安藤洋子 - 勅使川原三郎 - 森山開次 - 伊藤キム（輝く未来） - 金森穣（Noism） - 近藤良平（コンドルズ） - 富野幸緒 - 辻本知彦（CIRQUE DU SOLEIL） - 鈴木ユキオ（金魚X10） - JOU（Odorujou） - 山本裕（Honey-B） - 浅井信好（PIERREMIROIR） - 平原慎太郎（OrganWorks） - バレエ・プレルジョカージュ - DV8フィジカル・シアター - Noism - DAZZLE - the Bambiest - M-laboratory - パパ・タラフマラ - ダムタイプ - マドモアゼル・シネマ - 珍しいキノコ舞踊団 - んまつーポス - OrganWorks |

## イベント
- 現代舞踊展